# Province de Nazca
Pour les articles homonymes, voir Nazca.
La province de Nazca (en espagnol : Provincia de Nasca) est l'une des cinq provinces de la région d'Ica, au Pérou. Son chef-lieu est la ville de Nazca. La province est connue pour ses géoglyphes.

## Géographie
La province couvre 5 234,24 km2. Elle est limitée au nord par la province d'Ica et la province de Palpa, à l'est par la région d'Ayacucho, au sud par la région d'Arequipa et à l'ouest par l'océan Pacifique.

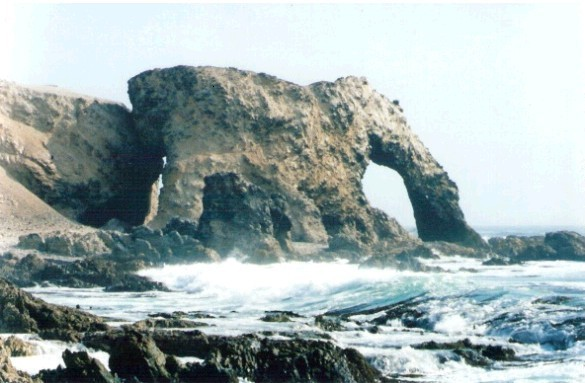
Roche d'Élephant sur la côte de la province de Nazca

## Population
La population de la province s'élevait à 55 816 habitants en 2005.

## Subdivisions
La province de Nazca est divisée en cinq districts :
- Changuillo
- El Ingenio
- Marcona
- Nasca
- Vista Alegre